# Liliana Carreras
Liliana Carreras – ekwadorska judoczka.
Zajęła piąte miejsce na igrzyskach panamerykańskich w 1999. Brązowa medalistka mistrzostw panamerykańskich w 2001. Wygrała igrzyska boliwaryjskie w 2001, a także mistrzostwa Ameryki Południowej w 2001 roku.